# Macintosh IIx

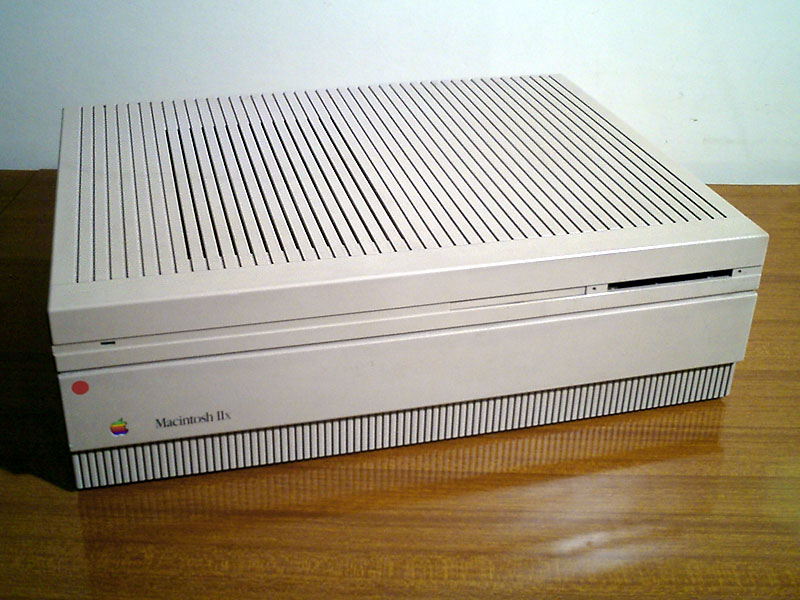
Apple Macintosh IIx

Der Macintosh IIx wurde am 19. September 1988 von Apple als verbesserte Version des Macintosh II vorgestellt. Es ist nicht nur der erste Macintosh, sondern der erste Personal Computer überhaupt, mit dem schnelleren Motorola 68030 als Prozessor. Gemeinsam mit der verbesserten Gleitkommaeinheit Motorola 68882 laufen beide mit 16 MHz, wie schon im Vorgängermodell, und einem mit 1:1 dazu getakteten Datenbus von ebenfalls 16 MHz. Statt des bisherigen 800-KB-Diskettenlaufwerks des Macintosh II besitzt der „IIx“ nun ein PC/DOS-kompatibles 1,44-MB-Laufwerk „FDHD“ (Floppy Disk, High Density).
Der ursprüngliche Preis des IIx in den USA betrug 7.769 bzw. 9.300 US-Dollar (nach heutiger Kaufkraft ca. 17.800 bzw. 21.300 USD) für eine Version mit 40-MB-Festplatte. In Deutschland kostete das Modell ohne Festplatte, mit nur einem 1,44-MB-Laufwerk, im September 1989 (Preisempfehlung) rund 16.750 DM (entspricht heute rund 17.520 Euro) bzw. als Model 4/80 (4 MB RAM, 80-MB-Festplatte) 18.500 DM (heute rund 19.350 Euro).
Gegenüber dem 68020 (und der Gleitkommaeinheit 68881) aus dem Vorgänger hat der 68030 nun nicht mehr nur 256 Bytes Befehlscache, sondern zusätzliche 256 Bytes Datencache, sowie eine integrierte Speicherverwaltungseinheit (MMU) für virtuellen Speicher, von dem das vorinstallierte Betriebssystem System 6.0.1 jedoch keinen Gebrauch macht. Erst ab System 7 gibt es auch Betriebssystem-seitig eine virtuelle Speicherverwaltung. Die letzte Version, die auf dem Macintosh IIx unterstützt wird, ist System 7.5.5.
Genau wie der Vorgänger Macintosh II hat auch der IIx sechs NuBus-Steckplätze.
Apple’s Codenamen für den Macintosh IIx enthielten „Spock“ und „Stratos“. Er wurde am 15. Oktober 1990 aus dem Programm genommen, in den USA wurde Support und Ersatzteil-Verkauf am 31. August 1998 eingestellt.